# Canto difónico
El Canto difónico o Canto de armónicos, también conocido como Canto de la garganta, es una técnica vocal ampliamente extendida en la geografía de las músicas tradicionales, especialmente en el área de Asia Central. 

## Definición
Consiste en una reverberación sonora (generada entre la faringe y la boca) que produce dos o más sonidos simultáneos con una ligera variación (alrededor de un armónico). En algunos casos, esta variación puede ser modulada de modo independiente. 
Es una música que centra su interés en la voz humana y, si bien se suele tocar acompañada de instrumentos sencillos (percusión principalmente), trata de encarnar un ambiente natural en el que el silbido del viento o los sonidos naturales predominan sobre la orquestación elaborada.

## Áreas geográficas

### Asia
Esta técnica está presente fundamentalmente en Asia Central, siendo muy popular en la república autónoma de Tuvá (Rusia), remontándose su origen a tiempos muy remotos, en Mongolia (especialmente en el oeste del país), en Tíbet, en la región autónoma China de Mongolia Interior, en Uzbekistán y en Kazajistán.
Existen múltiples estilos según el país y la zona geográfica.

### Europa
En la isla de Cerdeña (Italia) uno de los dos estilos de canto polifónico existente utiliza una forma de canto gutural. Este estilo es llamado a tenore. Los sami del norte de Escandinavia y de la península de Kola (Rusia) interpretan un género vocal llamado yoik que utiliza elementos de canto difónico y también en Jämtland Suecia.

### África
El pueblo xhosa de Sudáfrica tiene un estilo de canto de armónicos lento y rítmico llamado eefing.

## Temática
Las letras suelen ser de carácter tradicional, así como canciones de boda, de luto o plegarias. Está muy vinculado con el chamanismo o las creencias animistas que consideran que la espiritualidad no está solo en la forma de las cosas sino también en su sonido.

## Canto difónico moderno
En los años 60 comenzó a crecer el interés de algunos músicos occidentales por el canto de armónicos o canto de la garganta tradicional. Son ilustrativos los casos de Collegium Vocale Köln (que empezó a utilizar esta técnica en 1968), Michael Vetter, David Hykes (que creó el término canto armónico en 1975), Jim Cole, Ry Cooder, Paul Pena (que fusionó el estilo tradicional de Tuvá con el Blues estadounidense). 
Paul Pena aparece en el documental Genghis Blues, que narra la historia de su viaje hasta Tuvá para participar en el festival de canto de la garganta que se celebra en su capital, Kizil. El documental ganó el premio al mejor documental del Festival de Cine de Sundance en 1999 y fue nominado al Oscar en 2000.
En la década de los 80 este género revive una "época dorada" gracias al interés que despiertan el new age y la música étnica. Así, algunos estudiosos estadounidenses dieron voz a un nivel internacional a este nuevo estilo, en formaciones contemporáneas como Huun Huur Tu que no se limitan a reproducir este canto ancestral sino que lo acompañan con nuevas tecnologías, técnicas occidentales o simplemente sonidos distintos, como el folk tradicional.

## Canto difónico en la cultura popular
- En la serie televisiva norteamericana The Big Bang Theory, el personaje Sheldon Cooper interpreta cantos difónicos. Capítulo: 'The large hadron collision', 2010.
- Anna-Maria Hefele
- El grupo de metal mongol The Hu.